# Deutscher Freundschaftskreis im Bezirk Schlesien
Der Deutsche Freundschaftskreis im Bezirk Schlesien (DFK), auch Sozial-Kulturelle Gesellschaft der Deutschen in der Woiwodschaft Schlesien ist eine Organisation der deutschen Minderheit in der Woiwodschaft Schlesien.
Der DFK ist Mitglied des Verbandes der deutschen sozial-kulturellen Gesellschaften in Polen (VdG) und hat seinen Hauptsitz in Ratibor; er gliedert sich in die  Kreisverbände Beuthen O.S., Gleiwitz, Hindenburg O.S., Kattowitz, Loslau, Orzesche, Ratibor, Rybnik, Tichau und Teschen. Dem DFK gehören 127 Ortsgruppen an.
Der Deutsche Freundschaftskreis im Bezirk Schlesien wurde offiziell am 16. Januar 1990 registriert und engagiert sich im gesellschaftlich-kulturellen Bereich wie der Pflege der deutschen Sprache, Tradition und Geschichte. Informationszeitschrift des DFK ist die „Oberschlesische Stimme“. Sie erscheint seit 1989. Am 6. Januar 2006 startete der DFK den  Internet-Radiosender Radio Mittendrin, mit Sitz in Racibórz in Oberschlesien und finanzieller Unterstützung durch das Institut für Auslandsbeziehungen in Stuttgart.

## Vorstand
- Martin Lippa (Vorsitzender)
- Eugeniusz Nagel (1. Stellvertreter)
- Józef Kuc (2. Stellvertreter)
- Marcin Bassek (Sekretär)
- Agnieszka Neuwald-Piecha (Schatzmeister)[1]